# Nomada malonella
Nomada malonella är en biart som beskrevs av Cockerell 1910. Nomada malonella ingår i släktet gökbin, och familjen långtungebin. Inga underarter finns listade i Catalogue of Life.